# Leptopalpus
Leptopalpus is een geslacht van kevers uit de familie oliekevers (Meloidae).
Het geslacht is voor het eerst wetenschappelijk beschreven in 1844 door Guérin-Ménéville.

## Soorten
Het geslacht omvat de volgende soorten:
- Leptopalpus quadrimaculatus Gahan, 1896
- Leptopalpus rostratus (Fabricius, 1792)